# Cerocala basilewakyi
Cerocala basilewakyi là một loài bướm đêm trong họ Erebidae.